# Japanische Walnuss

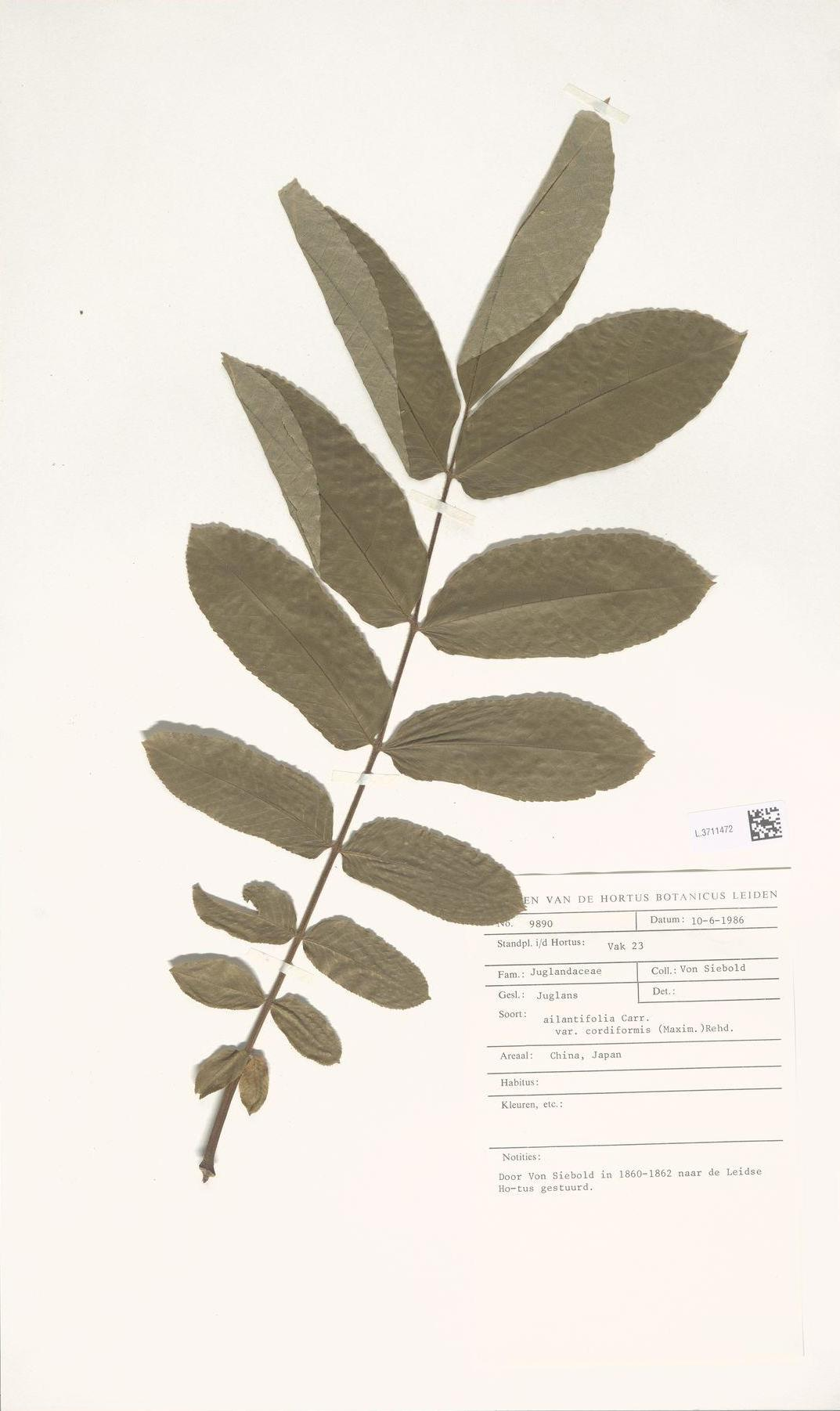
Blatt der Japanischen Walnuss (Juglans ailantifolia) im Herbar

Die Japanische Walnuss (Juglans ailantifolia), auch Siebolds Walnuss oder Herzfrüchtige Walnuss genannt, ist eine in Japan heimische Laubbaumart aus der Gattung der Walnüsse (Juglans) in der Familie der Walnussgewächse (Juglandaceae).

## Verbreitung
Die Heimat der Japanischen Walnuss liegt in Japan und Sachalin. Im Nordosten der USA wird sie häufig gepflanzt, um die Bestände der dort einheimischen Butternuss zu ersetzen, die durch eine vom Pilz Sirococcus clavigigenti-juglandacearum ausgelöste Pilzkrankheit stark geschädigt sind. Die Japanische Walnuss ist gegen diese Pilzkrankheit immun. In Mitteleuropa ist der Baum selten zu sehen.

## Beschreibung

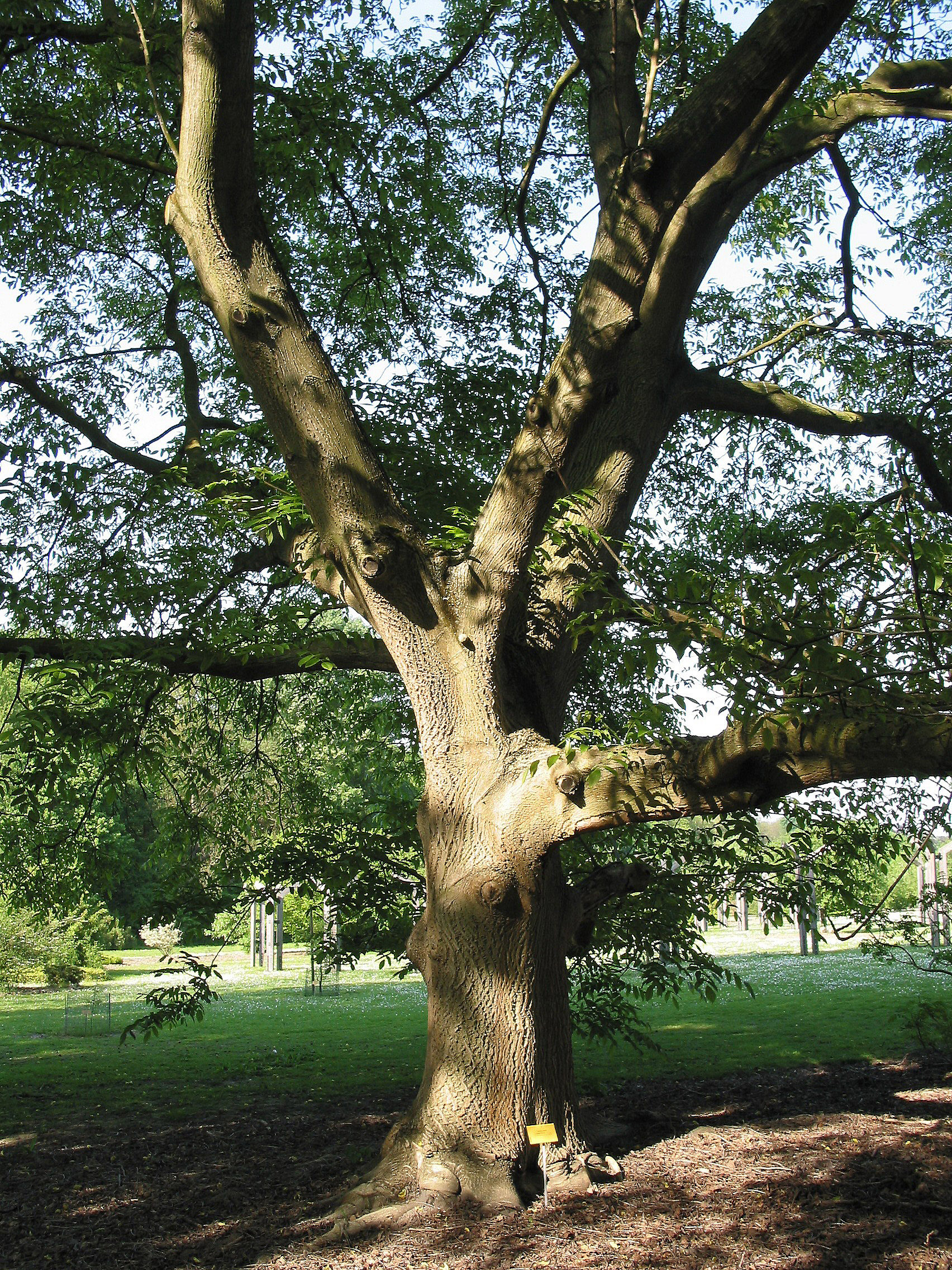
Japanische Walnuss

Die Japanische Walnuss erreicht als Baum eine Wuchshöhe von etwa 18 oder mehr Metern. Es ist ein sommergrüner Laubbaum, die Borke ist bräunlich-grau oder im Alter bräunlich und weist flache Furchen auf. Der Stammdurchmesser erreicht über 80 Zentimeter.
Die wechselständigen und unpaarig gefiederten Blätter sind mit bis über 90 cm Länge sehr groß für Walnüsse; sie haben 11 bis 17 Blättchen. Die jungen Zweige und die Blattspindel sowie der Blattstiel sind kurz, aber dicht behaart; die Behaarung ist dunkel rötlich und klebrig. Die kurz gestielten bis fast sitzenden, zugespitzten bis bespitzten Blättchen sind auf der Oberseite fast kahl bis auf den Nerven behaart, auf der Unterseite dagegen behaart, vor allem an den Nerven und den Blättchenstielen klebrig behaart. Die Blättchen sind fein gesägt und oberseits glänzend grün, sie sind 7 bis 16 cm lang und 3 bis 5 cm breit.
Die männlichen Blütenkätzchen sind 13 bis 30 cm lang. Die weiblichen Blüten erscheinen im Juni an etwa 10 cm langen aufrechten Blütenständen. Die Früchte sind kugelig bis eiförmig, dick und klebrig behaart; sie stehen meist gruppiert zu 4 bis 10, und die etwa 3,5 bis 5 cm großen Nüsse sind wohlschmeckend. Die Nüsse sind leicht grubig und rippig, abgeflacht eiförmig bis leicht herzförmig und bespitzt.

## Nutzung
Das Holz ist leicht und von geringerer Qualität als das der Echten Walnuss, wird aber ebenfalls für Möbel verwendet.
Die gut schmeckenden Nüsse sind essbar. Auch kann ein Öl aus ihnen gewonnen werden.

## Systematik
Die Erstbeschreibung unter dem Namen Juglans ailantifolia stammt vom französischen Botaniker Élie Abel Carrière und wurde 1878 veröffentlicht.
Es werden zwei Varietäten unterschieden:
- Juglans ailantifolia var. ailantifolia (Syn.: Juglans cordiformis var. ailantifolia (Carrière) Rehder, Juglans sieboldiana Maxim.)
- Juglans ailantifolia var. cordiformis (Makino) Rehder (Syn.: Juglans coarctata Dode, Juglans cordiformis Maxim., Juglans lavalleei Dode, Juglans sieboldiana var. cordiformis Makino, Juglans subcordiformis Dode).

Die Japanische Walnuss hybridisiert (vor allem in Nordamerika) häufig mit der nahe verwandten Butternuss; die Hybride werden als Juglans × bixbyi Rehder bezeichnet.
Synonyme sind Juglans allardiana Dode, Juglans coarctata Dode, Juglans lavallei Dode, Juglans mirabunda Koidz., Juglans sachalinensis Komatsu, Juglans subcordiformis Dode, Juglans mandshurica var. sachalinensis (Komatsu) Kitam.